# Dawlish Warren
Dawlish Warren – osada w Anglii, w Devon. Leży 15 km od miasta Exeter, 55,6 km od miasta Plymouth i 256,3 km od Londynu. W 2001 miejscowość liczyła 559 mieszkańców.